# Jules de Swert
Jules de Swert, Deswert (ur. 15 sierpnia 1843 w Leuven, zm. 24 lutego 1891 w Ostendzie) – belgijski wiolonczelista, kompozytor i pedagog muzyczny. 

## Życiorys
Jako dziecko kształcił się u ojca, chórmistrza katedry w Leuven. Po raz pierwszy wystąpił publicznie w wieku 10 lat. Studiował w konserwatorium w Brukseli, gdzie jego nauczycielem był Adrien-François Servais. Studia ukończył w 1858 roku z pierwszą lokatą. Występował jako solista oraz kameralista w duecie z Clarą Schumann i Leopoldem Auerem. Był koncertmistrzem orkiestry w Düsseldorfie (1865–1868) oraz kapeli dworskiej w Weimarze (1868–1869). Od 1869 do 1873 roku był koncertmistrzem kapeli dworskiej i wykładowcą Hochschule für Musik w Berlinie. W latach 1873–1876 działał w Wiesbaden. Odbywał podróże koncertowe, w 1875 roku wystąpił w Londynie. Na prośbę Richarda Wagnera zorganizował orkiestrę na pierwszy festiwal w Bayreuth w 1876 roku. W 1881 roku wyjechał do Lipska, a w 1888 roku osiadł w Ostendzie, gdzie prowadził własną szkołę muzyczną. Wykładał w konserwatoriach w Brukseli i Gandawie.
Skomponował m.in. opery Die Albigenser (wyst. Wiesbaden 1878) i Graf Hammerstein (wyst. Moguncja 1884), symfonię Nordseefahrt (1886), 3 koncerty wiolonczelowe oraz szereg duetów i utworów na wiolonczelę solo.